# ألفريد ووترهاوس
ألفريد ووترهاوس (19 يوليو 1830- 22 أغسطس 1905) مهندس معماري إنجليزي وعضو أكاديمي في المعهد الملكي للمهندسين المعماريين. ارتبط اسمه بشكل خاص بالعمارة الفيكتورية القوطية، على الرغم من اتباعه لأساليب معمارية أخرى في التصميم. اشتهر بالأخص بتصاميمه لمجلس بلدية مانشستر ومتحف التاريخ الطبيعي في لندن، على الرغم من تنفيذه لتصاميم أخرى في جميع أنحاء البلاد. إلى جانب المباني العامة الأكثر شهرة، صمم ووترهاوس أيضًا مباني مجالس بلديات أخرى من بينها مباني محاكم مانشستر التي قُصفت خلال الحرب العالمية الثانية، وسجن «سترينج وايز» المجاور. صمم أيضًا العديد من المستشفيات، وكان أكثرها إثارة للاهتمام من الناحية المعمارية المستشفى الملكي في ليفربول، ومستشفى الكلية الجامعية في لندن. نشط بشكل خاص في تصميم مباني الجامعات، من ضمنها جامعتي أوكسفورد وكامبريدج بالإضافة إلى جامعات ليفيربول ومانشستر وليدس. صمم العديد من المنازل الريفية، من أبرزها مبنى منزل إيتون في شيشاير التي تهدمت بالكامل خلال الأعوام ما بين 1961 حتى عام 1963. صمم أيضًا العديد من المباني المصرفية ومكاتب لشركات تأمين، أبرزها شركة «التأمين الحصيف». على الرغم من كونه غير مختص بتصميم الكنائس، لكنه صمم العديد من الكنائس والمعابد المشهورة. كان عضوًا أكاديميًا في المعهد الملكي للمهندسين المعماريين، شغل فيه منصب رئيس لفترة معينة، وعضوًا ملكيًا أكاديميًا عمل كأمين لخزانة الأكاديمية الملكية.
ربما كان ووتر هاوس واحدًا من أنجح المهندسين المعماريين الفيكتورين من الناحية الاقتصادية. صمم بعضًا من أغلى المباني خلال العصر الفيكتوري. كانت المباني الثلاثة الأكثر تكلفة هي مجلس بلدية مانشستر، ومبنى إيتون ومتحف التاريخ الطبيعي في لندن. كانت جميعها في مرحلة البناء خلال سبعينيات القرن التاسع عشر، وتعتبر جميعها من أضخم المباني التي بنيت في تلك الفترة. استطاع ووترهاوس أن يكسب عملاء مخلصين خلال عقود من الزمن. من ضمنهم مسؤولة كلية غيرتن، التي استمرت منذ أول مهمة استلمها ووترهاوس في عام 1871، بالعودة إليه واستشارته في كل مرحلة جديدة من مراحل بناء الكلية حتى تقاعده. هذا ما فعلته أيضًا شركة «التأمين الحصيف»، فالتزمت معه منذ إنشاء أول مقر لها في هولبورن بارز في عام 1876. هناك العديد من العملاء الآخرين المخلصين خصوصًا الجامعات والكليات. اُشتهر ووترهاوس بقدرته على التخطيط المنطقي لمبانٍ تقوم عادة في مواقع صعبة وضيقة. أشاد مبانٍ عديدة بطريقة ذكية من خلال تأسيسه لمكاتب منظمة معماريًا بشكل جيد وتعامله مع مقاولين ومورّدين موثوقين. جذب تفننه في استعمال الأساليب الإنشائية العديد من العملاء. على الرغم من كونه خبيرًا في كل من أساليب العمارة القوطية الجديدة وإحياء النهضة وإحياء الرومانسية، إلا أنه لم يقيد نفسه بأسلوب معماري واحد دون غيره. استخدم في بعض الأحيان أسلوب الانتقائية في تصاميمه للأبنية. من التصاميم التي استخدمها بشكل دوري: إحياء تيودور وجاكوب ثان وإحياء العمارة الإيطالية. واستخدم لمرة واحدة أو مرتين فقط بعض الأنماط مثل العمارة البارونية الأسكتلندية وإحياء العمارة الباروكية والنمط المعماري للملكة آني والعمارة الكلاسيكية الحديثة.
تُظهر الأساليب المعمارية التي يستخدمها ووترهاوس في تصاميمه للمباني بالإضافة إلى المواد والزخرفة، التنوع في استخدام المعدات. يُشتهر ووترهاوس باستخدام الطين الصلصالي على الجزء الخارجي من مبانيه، أكثرها شهرة متحف التاريخ الطبيعي في لندن. استخدم أيضًا الخزف عندما كان من الممكن إنتاجه بكميات وافرة، على الأجزاء الداخلية من مبانيه. مثال على ذلك مبنى فيكتوريا وجامعة ليفربول. لكنه استخدم الآجر أيضًا، أحيانًا مع مزيج من ألوان أخرى، أو موادًا أخرى كالطين الصلصالي والحجر. هذا ما كان الحال عليه في المباني التي صممها لشركة «التأمين الحصيف» وكذلك للمباني التعليمية والمستشفيات والمباني المنزلية. استخدم أحجارًا مختلفة الألوان للتزيين الخارجي عند تصميمه لمحاكم الجنايات في مانشستر. بينما كانت الجدران الخارجية لكل من مجلس بلدية مانشستر وقاعة إيتون مصممة تقريبًا بشكل كامل من نوع واحد من الحجارة. تنوعت أنماط العمارة الداخلية التي نفذها ووترهاوس بين تصاميم متقنة ومليئة بالتفاصيل كما في قاعة مبنى إيتون العائد لأغنى رجل في بريطانيا، ومجلس بلدية مانشستر التي اعتبرت أغنى مدن شمال بريطانيا وكان لقبها حينذاك كوتونبوليس، وتصاميم بسيطة كمستشفى ليفربول الملكي، وذلك لأن المرافق الصحية أملت التصميم الداخلي للمبنى، أيضًا سجن «سترينج وايز» بتفاصيله الأكثر قساوة.

## النشأة وتعليمه (1830- 1854)
عمل والده ألفريد ووترهاوس الكبير (1798-1873) سمسارًا في مجال بيع القطن. كانت والدته ماري ووترهاوس، ني بيفان (1805-1880) من توتنهام وكلاهما من طائفة الكويكرز. كان ألفريد الابن الأول لهما من بين ثمانية أولاد. ولد في التاسع عشر من شهر يوليو عام 1830 عندما كانت العائلة تعيش في ستون هيل في ليفربول. انتقلت العائلة إلى أوكفيلد بعد فترة قصيرة من ولادته، إلى فيلا من طراز تيودور في إيجبورث في ليفربول، لانكشاير. أخويه: إدوين ووترهاوس (1841-1917) عمل كمحاسب وشريك مؤسس في شراكة برايس ووترهاوس، التي تشكل اليوم جزءًا من برايس ووترهاوس كوبرز، والمحامي ثيودور ووترهاوس (1838-1891) الذي أسس شركة المحاماة «ووتر هاوس وشركائه»، وهي اليوم جزء من شركة «فيلد فيشر ووترهاوس» في مدينة لندن. تلقى ألفريد تعليمه في مدرسة كويكر غروف هاوس في توتنهام.
بدأ دراسته في الهندسة المعمارية في عام 1848 على يد ريتشارد لين في مانشستر. تعلم إنتاج الرسوم المعمارية ذات الخطوط الحادة الواضحة والألوان الباهتة، وهذا ما يختلف تمامًا عن الأسلوب الذي طوره فيما بعد. تعلم الأمور النظرية من خلال نسخ مقتطفات من الكتب، من ضمنهم كتاب هنري ويليام إنوود حول مصادر التصميم في العمارة اليونانية والمصرية وبلدان أخرى، التي أُخذت من خلال دراسات أجراها مهندسون معماريون من طبيعة تلك البلدان (1834). وأطروحة ويليام تشامبرز في العمارة المدنية (1759). تتبع التصاميم في دليل فريدريك أبثروب بالي للقوالب القوطية الطراز (1845). ما يزال كتيب القصاصات الذي استعمله باقيًا حتى اليوم، حيث جمع فيه الآراء المعارضة لتشامبرز وبالي. عُرف خلال تلك الفترة، بقراءته لكتاب «حجارة البندقية» (1849) لجون روسكين وكذلك مقارنات أوغسطس بوغين (1836) والمبادئ الحقيقية للعمارة المسيحية أو المدببة (1841). انضم إلى نادي للرسم تعرّف من خلاله على فريدريك شيلدس وألفريد داربيشاير. 
انطلق في شهر مايو من عام 1853 في جولة سياحية عبر أوروبا مع صديق الدراسة توماس هودجكين الذي صرّح بأن ووترهاوس: «كان بالكامل تحت تأثير روسكين، وعبر عن إعجابه الخاص بالفن القوطي وكرهه الشديد لفترة عصر النهضة البربرية». استمرت هذه الرحلة تسعة أشهر، أبحروا خلالها إلى دييب، ومروا عبر روان ومن ثم إلى باريس، بعد ذلك وبواسطة باخرة من ديجون إلى سيون وحتى لينوس. ثم من نايمس إلى أريلس وأخيرًا إلى أورانج. باتوا الليلة في دير «غراند تشارترويز»، مرورًا ببيدمونت إلى سوزا وتورين.